# Josef Nuzik
Josef Nuzík (Strání, 25 de julho de 1966) é um clérigo tcheco, atual arcebispo católico romano de Olomouc.

## Vida
Josef Nuzík nasceu em Strání em uma família de agricultores. Frequentou a escola técnica em Uherský Brod. Ele então trabalhou como torneiro na fábrica de máquinas Slovácké strojírny em Uherský Brod de 1984 a maio de 1989. Durante esse período, ele também completou dois anos de serviço militar. Nuzík mais tarde estudou filosofia e teologia católica na Faculdade Teológica Católica Romana Cirilo e Metódio de Praga, em Litoměřice (1989–1990) e na Universidade Palacký em Olomouc (1990–1994). Foi ordenado diácono em 1994 e recebeu o sacramento da ordenação para a Arquidiocese de Olomouc em 17 de junho de 1995 do Arcebispo de Olomouc, Jan Graubner.
Após a ordenação, Nuzík trabalhou inicialmente como vigário paroquial em Nový Jičín, onde já havia trabalhado como diácono. De 1996 a 1997 foi vigário paroquial em Luhačovice e Pozlovice, antes de se tornar administrador paroquial das paróquias de Nivnice e Korytná. Depois de servir brevemente como sacerdote em Nivnice de 2002 a 2003, tornou-se sacerdote em Štípa e administrador paroquial da paróquia de Hvozdná, bem como reitor do reitor de Vizovice. De 2005 a 2009, Nuzík serviu como sub-regência no seminário de Olomouc. Durante este tempo foi também responsável pela pastoral vocacional. A partir de 2009 Nuzík foi vigário-geral da Arquidiocese de Olomouc e cônego e a partir de 2016 também arquidiácono na Catedral de São Venceslau em Olomouc.
Em 5 de julho de 2017, o Papa Francisco nomeou-o bispo titular de Castra Galbae e bispo auxiliar de Olomouc. O Arcebispo de Olomouc, Jan Graubner, ordenou-o e a Antonín Basler, que foi nomeado com ele, como bispos em 14 de outubro do mesmo ano na Catedral de São Venceslau em Olomouc. Os co-consagradores foram o Bispo de Brno, Vojtěch Cikrle, e o Bispo Auxiliar Emérito de Olomouc Josef Hrdlička. Seu lema Hlásat radostnou zvěst (“Proclamar o Evangelho”) vem de Lucas 4.43  EU. Como bispo auxiliar, Nuzík permaneceu vigário geral e cônego. Após a nomeação de Jan Graubner como Arcebispo de Praga em julho de 2022, ele liderou a Arquidiocese de Olomouc como administrador diocesano durante a vaga de Sedis .
O Papa Francisco nomeou-o Arcebispo de Olomouc em 9 de fevereiro de 2024. A inauguração está prevista para 13 de abril de 2024.
Nuzík também é delegado para a pastoral familiar na Conferência Episcopal Tcheca.